# Orientyla bureyinskaya
Orientyla bureyinskaya är en mångfotingart som först beskrevs av Mikhaljova 1997.  Orientyla bureyinskaya ingår i släktet Orientyla och familjen Diplomaragnidae. Inga underarter finns listade i Catalogue of Life.